# Tubarão-peregrino
O tubarão-peregrino ou tubarão-frade (nome científico: Cetorhinus maximus) é uma espécie de tubarões lamniformes, única representante do género Cetorhinus e da família monotípica dos cetorrinídeos (Cetorhinidae). Com até 12 metros de comprimento, este tubarão planctívoro é o segundo maior peixe conhecido, apenas menor que o tubarão-baleia.
Um alimentador de filtro de movimento lento, de tal ordem que o seu nome comum em inglês (Basking) deriva do hábito de se alimentar à superfície, parecendo estar a aquecer-se nas águas mais quentes. Possui adaptações anatómicas à alimentação por filtragem, como a boca muito alargada e rastros branquiais altamente desenvolvidos. Tem um focinho cónico e as fendas branquiais estendem-se em redor da cabeça. Serve-se dos rastros branquiais, escuros e parecidos com cerdas, para capturar o plâncton à medida que a água filtra pela boca e sobre as brânquias. Conta com numerosos e muito pequenos dentes, os quais amiúde se chegam a embrincar em fileiras de 100. Os dentes têm uma única cúspide cónica, são curvados para trás e são os mesmos em ambos os maxilares, superior e inferior.
Esta espécie tem o menor tamanho de cérebro em relação ao peso de qualquer tubarão, o que reflete o seu estilo de vida relativamente passivo. A espécie tem distribuição cosmopolita, embora migrando sazonalmente em função das disponibilidades de plâncton, sendo encontrado nas águas temperadas de todos os oceanos. Com base em rastreamento por satélite, descobriu-se que os tubarões-peregrinos, ao contrário do que julgava com base em teorias anteriores, não hibernam. O tubarão-peregrino tem sido um peixe comercialmente importante como fonte de alimento, especialmente na caça às barbatanas, mas também para a confecção de rações animais e para a  extracção de óleo de fígado. A superexploração desta espécie reduziu as populações até ao ponto de algumas desaparecerem e outras necessitarem de proteção.

## Nomes comuns
Dá ainda pelos seguintes nomes comuns: frade, peixe-frade (não confundir com a espécie Pomacanthus paru, que no Brasil também dá por este nome), padre e carago (também grafado peixe-carago). Regionalmente, em Cabo Verde, além dos nomes comuns «frade» e «peixe-carago», é ainda conhecido pelos regionalismos albafar (não confundir com a espécie Hexanchus griseus, que é conhecida por este nome no resto da lusofonia) e relengueiro. Regionalmente, no Brasil, também pode ser conhecido como cação-peregrino-argentino.

## Taxonomia
O tubarão-peregrino é o único membro existente da família monotípica dos cetorinídeos (Cetorhinidae), parte da ordem dos lamniformes. Johan Ernst Gunnerus descreveu pela primeira vez a espécie como Squalus maximus, a partir de um espécime encontrado na Noruega, nomeando-o. Seguindo sua descrição inicial, mais tentativas de nomeação incluíram: Squalus isodus, em 1819 pelo zoólogo italiano Saverio Macri (1754–1848); Squalus elephas, de Charles Alexandre Lesueur em 1822; Squalus rashleighanus, de Jonathan Couch em 1838; Squalus cetaceus, de Laurens Theodorus Gronovius em 1854; Cetorhinus blainvillei pelo biólogo português Felix Antonio de Brito Capello (1828–1879) em 1869; Selachus pennantii, de Charles John Cornish em 1885; Cetorhinus maximus infanuncula, pelos zoólogos holandeses Antonius Boudewijn Deinse (1885–1965) e Marcus Jan Adriani (1929–1995) em 1953; e Cetorhinus maximus normani, por Siccardi em 1961. Essa enorme quantidade de nomes se deve ao fato de os naturalistas trabalharem então quase exclusivamente com peças naturalizadas e que “é muito difícil manter esses animais em museus; se deformam à medida que secam e perdem um pouco de seu caráter; isso explica por que os números dados por diferentes autores diferem tanto uns dos outros.

### Etimologia
Relativamente ao nome científico:
- O nome genérico, Cetorhinus, vem do grego antigo, resultante da aglutinação dos étimos κῆτος (cetos),[25] que significa «monstro marinho» ou «baleia», e ῥινός (rhinos),[26] que significa «nariz» ou «tromba».
- Do que toca ao epíteto específico, maximus,[27] este provém do latim e significa «maior».[23]

Relativamente aos nomes comuns:
- O epíteto popular, peregrino, que é partilhado com o francês (pèlerin), tem origens morfológicas. Segundo Alfred Brehm, "chama-se peregrino pela semelhança que queríamos encontrar entre os colares do manto do peregrino (o pelerine) e as dobras flutuantes formadas pela borda livre das membranas interbranquiais desse tubarão".[28]
- O epíteto popular, frade, segue essencialmente o mesmo raciocínio que no epiteto «peregrino», em que se associam as dobras  flutuantes formadas pela borda livre das membranas interbranquiais desse tubarão aos hábitos monacais dos frades.[29][8]
- O regionalismo «relengueiro»,[30] usado em certas partes de Cabo Verde, provém da palavra portuguesa «relengo»[31] ou «relego»,[32] que significa «moderação; calma; sossego», tratando-se portanto de uma alusão à forma lenta e pachorrenta com esta espécie se desloca na água, quando se está a alimentar.
- Quanto ao nome popular em inglês, Basking (refastelante),[33] deriva do hábito de se alimentar à superfície, parecendo aquecer-se nas águas mais quentes.[4]

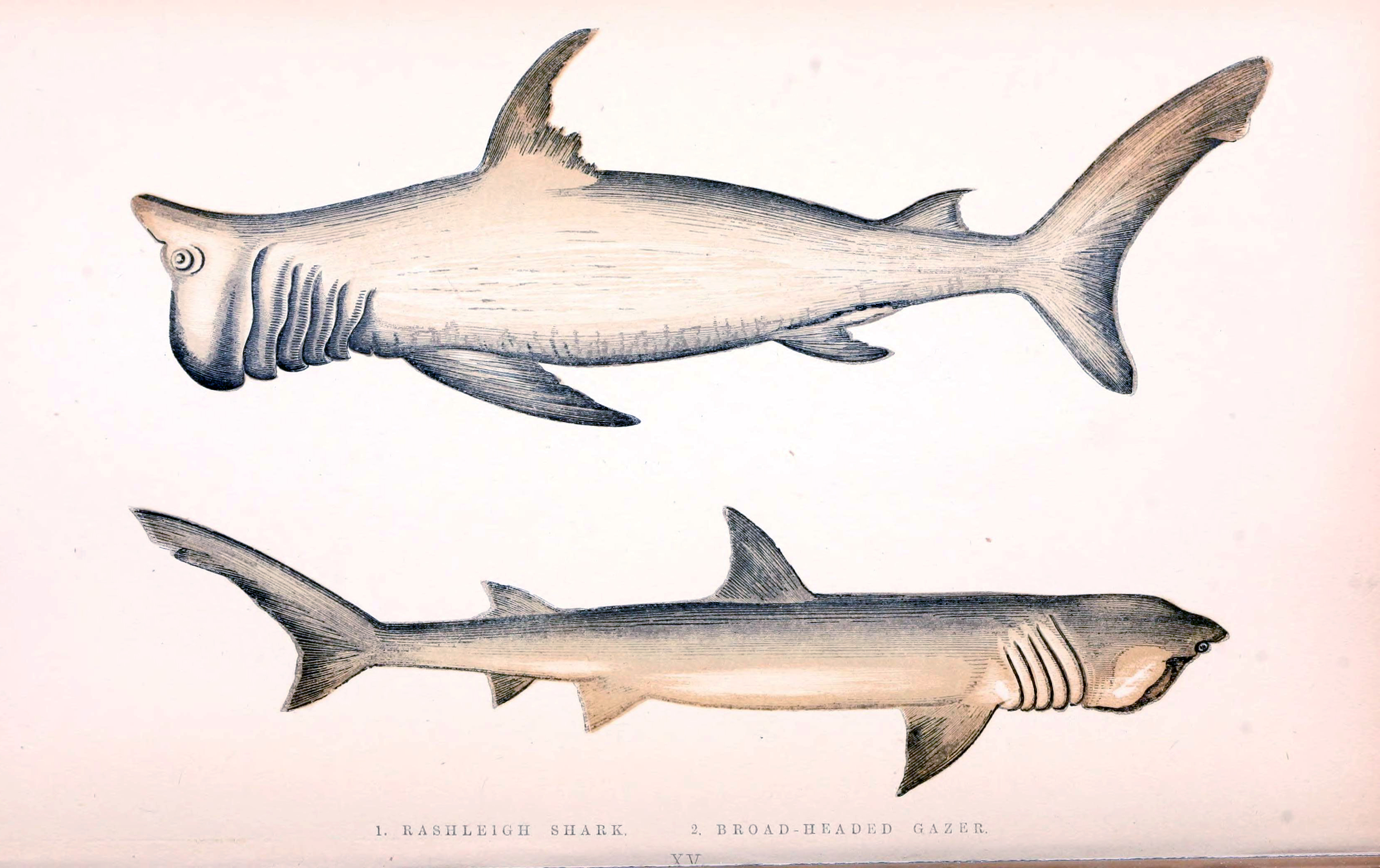
Gravura de 1862 do corpo de perfil
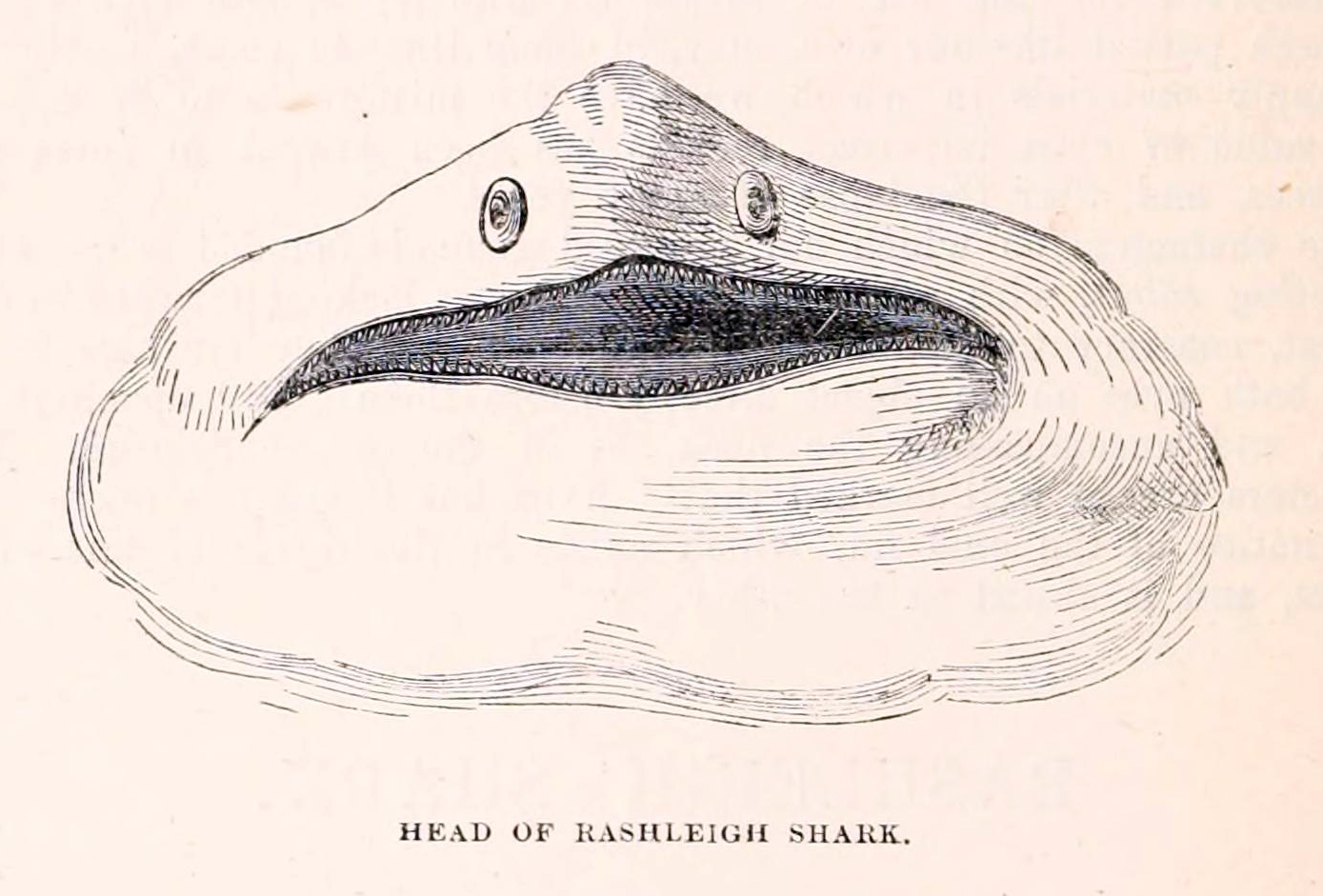
Gravura de 1862 da cabeça
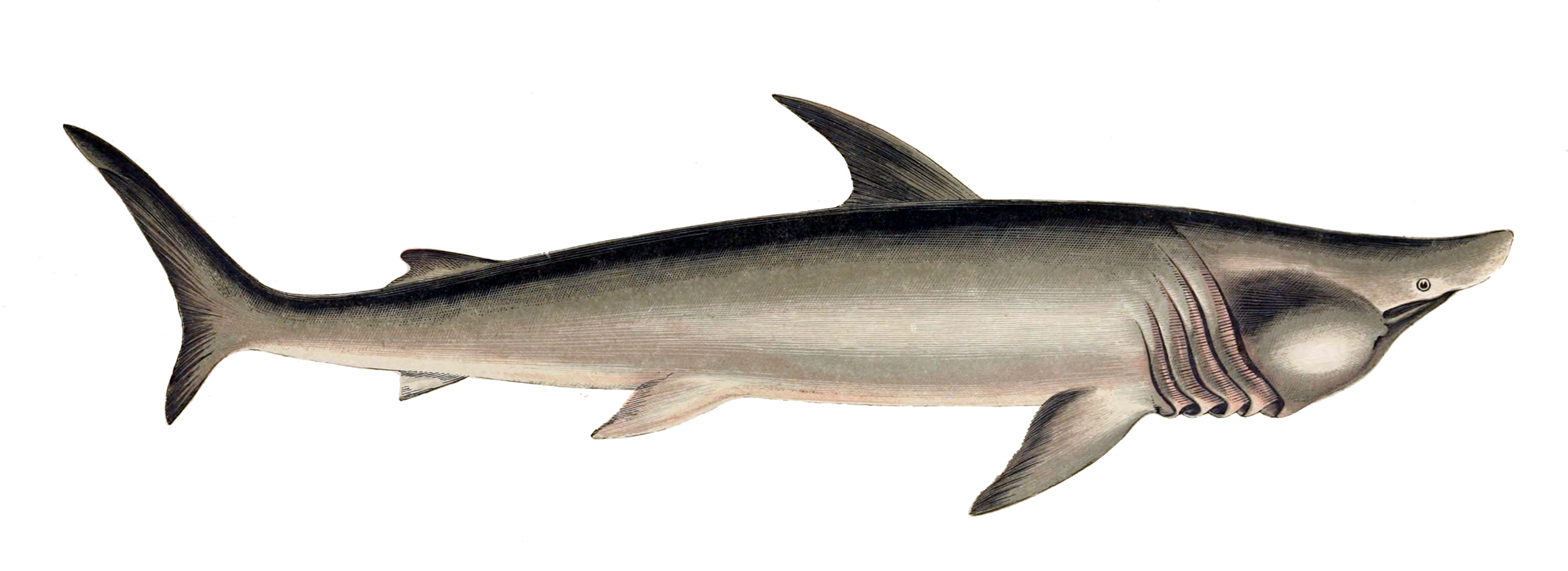
Gravura de 1877 do corpo de perfil

### História evolutiva
Os membros mais antigos conhecidos de cetorinídeos (Cetorhinidae) são membros do extinto gênero Keasius, do Eoceno Médio da Antártida, do Eoceno do Oregão e possivelmente do Eoceno da Rússia. Membros do gênero moderno Cetorhinus aparecem durante o Mioceno, com membros das espécies modernas aparecendo durante o Mioceno Tardio. A associação do Pseudocetorhinus do Triássico Superior da Europa com os cetorinídeos é duvidosa.

## Distribuição e habitat
O tubarão-peregrino é um tubarão costeiro-pelágico encontrado em todo o mundo em águas boreais a temperadas. Vive ao redor da plataforma continental e ocasionalmente entra em águas salobras. É encontrado desde a superfície até pelo menos 910 metros (2 990 pés). Prefere temperaturas de 8 a 14,5°C (46,4 a 58,1°F), mas foi confirmado que atravessa as águas muito mais quentes no equador. Muitas vezes é visto próximo à terra, inclusive em baías com aberturas estreitas. O tubarão segue as concentrações de plâncton na coluna de água, por isso é frequentemente visível na superfície. Migra caracteristicamente com as estações do ano.
Em todo o mundo, estão presentes de forma localizada ao largo das costas de 50 países. No Atlântico Norte, são observados de sudeste a sudoeste através do norte, desde o Senegal e vários países da Europa (incluindo o mar Mediterrâneo), passando pela Noruega, Suécia e Rússia, até à Islândia, Canadá (Terra Nova, Nova Escócia, Nova Brunsvique), a costa leste dos Estados Unidos e o golfo do México mais a oeste. No Pacífico Norte, também são observados de sudoeste a sudeste com uma ponta norte, do Japão, China e ilhas Aleutas, ao Alasca, Colúmbia Britânica e costa oeste dos Estados Unidos e México (Baixa Califórnia e norte do golfo da Califórnia).

## Anatomia e aparência
|  | Lamna nasus                                                                                             |
|  | |
|  | \| \| Anequim (Isurus oxyrinchus) \| \| \| \| \| \| Tubarão-branco (Carcharodon carcharias) \| \| \| \| |
|  | |
|  | Anequim (Isurus oxyrinchus)                                                                             |
|  | |
|  | Tubarão-branco (Carcharodon carcharias)                                                                 |
|  | |

|  | Anequim (Isurus oxyrinchus)             |
|  |                                         |
|  | Tubarão-branco (Carcharodon carcharias) |
|  |                                         |

|  | Lamna nasus                                                                                             |
|  | |
|  | \| \| Anequim (Isurus oxyrinchus) \| \| \| \| \| \| Tubarão-branco (Carcharodon carcharias) \| \| \| \| |
|  | |
|  | Anequim (Isurus oxyrinchus)                                                                             |
|  | |
|  | Tubarão-branco (Carcharodon carcharias)                                                                 |
|  | |

|  | Anequim (Isurus oxyrinchus)             |
|  |                                         |
|  | Tubarão-branco (Carcharodon carcharias) |
|  |                                         |

|  | Lamna nasus                                                                                             |
|  | |
|  | \| \| Anequim (Isurus oxyrinchus) \| \| \| \| \| \| Tubarão-branco (Carcharodon carcharias) \| \| \| \| |
|  | |
|  | Anequim (Isurus oxyrinchus)                                                                             |
|  | |
|  | Tubarão-branco (Carcharodon carcharias)                                                                 |
|  | |

|  | Anequim (Isurus oxyrinchus)             |
|  |                                         |
|  | Tubarão-branco (Carcharodon carcharias) |
|  |                                         |

|  | Lamna nasus                                                                                             |
|  | |
|  | \| \| Anequim (Isurus oxyrinchus) \| \| \| \| \| \| Tubarão-branco (Carcharodon carcharias) \| \| \| \| |
|  | |
|  | Anequim (Isurus oxyrinchus)                                                                             |
|  | |
|  | Tubarão-branco (Carcharodon carcharias)                                                                 |
|  | |

|  | Anequim (Isurus oxyrinchus)             |
|  |                                         |
|  | Tubarão-branco (Carcharodon carcharias) |
|  |                                         |

|  | Lamna nasus                                                                                             |
|  | |
|  | \| \| Anequim (Isurus oxyrinchus) \| \| \| \| \| \| Tubarão-branco (Carcharodon carcharias) \| \| \| \| |
|  | |
|  | Anequim (Isurus oxyrinchus)                                                                             |
|  | |
|  | Tubarão-branco (Carcharodon carcharias)                                                                 |
|  | |

|  | Anequim (Isurus oxyrinchus)             |
|  |                                         |
|  | Tubarão-branco (Carcharodon carcharias) |
|  |                                         |

|  | Lamna nasus                                                                                             |
|  | |
|  | \| \| Anequim (Isurus oxyrinchus) \| \| \| \| \| \| Tubarão-branco (Carcharodon carcharias) \| \| \| \| |
|  | |
|  | Anequim (Isurus oxyrinchus)                                                                             |
|  | |
|  | Tubarão-branco (Carcharodon carcharias)                                                                 |
|  | |

|  | Anequim (Isurus oxyrinchus)             |
|  |                                         |
|  | Tubarão-branco (Carcharodon carcharias) |
|  |                                         |

|  | Lamna nasus                                                                                             |
|  | |
|  | \| \| Anequim (Isurus oxyrinchus) \| \| \| \| \| \| Tubarão-branco (Carcharodon carcharias) \| \| \| \| |
|  | |
|  | Anequim (Isurus oxyrinchus)                                                                             |
|  | |
|  | Tubarão-branco (Carcharodon carcharias)                                                                 |
|  | |

|  | Anequim (Isurus oxyrinchus)             |
|  |                                         |
|  | Tubarão-branco (Carcharodon carcharias) |
|  |                                         |

|  | Lamna nasus                                                                                             |
|  | |
|  | \| \| Anequim (Isurus oxyrinchus) \| \| \| \| \| \| Tubarão-branco (Carcharodon carcharias) \| \| \| \| |
|  | |
|  | Anequim (Isurus oxyrinchus)                                                                             |
|  | |
|  | Tubarão-branco (Carcharodon carcharias)                                                                 |
|  | |

|  | Anequim (Isurus oxyrinchus)             |
|  |                                         |
|  | Tubarão-branco (Carcharodon carcharias) |
|  |                                         |

### Morfologia geral
O tubarão-peregrino atinge regularmente 7–8,5 metros (23–28 pés) de comprimento com alguns indivíduos atingindo 9–11 metros (30–36 pés). O comprimento médio de um adulto é de cerca de 7,9 metros (26 pés) pesando cerca de 4,65 toneladas (4,58 toneladas longas; 5,13 toneladas curtas). Avistamentos históricos sugerem que tubarões-peregino com cerca de 12 metros (39 pés) de comprimento, incluindo três exemplares estimados em ~ 40 fod (12,5 metros (41 pés)) e um ~ 45 fod (14 metros (46 pés)), foram relatados entre 1884 e 1905, mas essas estimativas visuais carecem de boas evidências. Um espécime de 12,27 metros (40,3 pés) preso em uma rede de arenque na Baía de Fundy, Canadá, em 1851, foi creditado como o maior registrado. Seu peso foi estimado em 16 toneladas (16 toneladas longas; 18 toneladas curtas). Um estudo que analisa o crescimento e a longevidade do tubarão-peregrino sugeriu que indivíduos maiores que ~ 10 metros (33 pés) são improváveis. Esta é a segunda maior espécie de peixe existente, depois do tubarão-baleia.

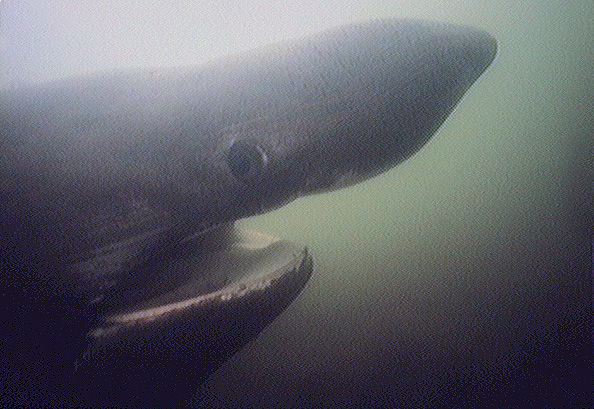
Perfil da cabeça de tubarão-peregrino mostrando o focinho protuberante

Eles possuem o típico plano corporal lamniforme de tubarão e foram confundidos com tubarões-brancos. Em repouso, caracteriza-se por suas fendas branquiais alongadas, ocupando praticamente toda a altura da cabeça, seu focinho pontudo e sua boca larga. Quando caça, é visto com a boca escancarada, fendas branquiais distendidas lateralmente, filtrando o plâncton, enquanto deixa aparecer na superfície da água a barbatana dorsal e a parte superior da barbatana caudal, que tem a forma de meia-lua. O corpo é fusiforme, terminando gradativamente em um ponto para trás desde a origem da primeira nadadeira dorsal – onde atinge seu maior diâmetro – até o pedúnculo caudal. A cabeça, curta em relação ao tronco, é ligeiramente comprimida lateralmente ao nível da boca. O focinho é muito curto, pontiagudo e cônico, prolongado em probóscide, truncado na frente e terminando em uma ponta com numerosas ampolas de Lorenzini na superfície dorsal. Os olhos, localizados um pouco atrás da origem da boca, são pequenos, sem membrana nictitante ou pregas suboculares. As fendas branquiais do tubarão-peregrino são muito grandes, estendendo-se da parte superior da cabeça até o nível da garganta. O primeiro é o mais longo, o quinto o mais curto. Os rastros branquiais cobrem a face interna dos arcos branquiais. Por seu número e sua forma de barbatana, constituem uma peneira eficaz que filtra o plâncton na água engolida. A boca é grande e ocupa quase todo o comprimento da cabeça. Arredondado no adulto, é quase transversal no jovem. A articulação da mandíbula é muito flexível nas sínfises, conferindo-lhe grande extensibilidade lateral. Os dentes são pequenos, medindo três milímetros de comprimento em um tubarão de quatro metros, por apenas seis milímetros em um indivíduo de 10 metros e têm forma de gancho.

### Barbatanas

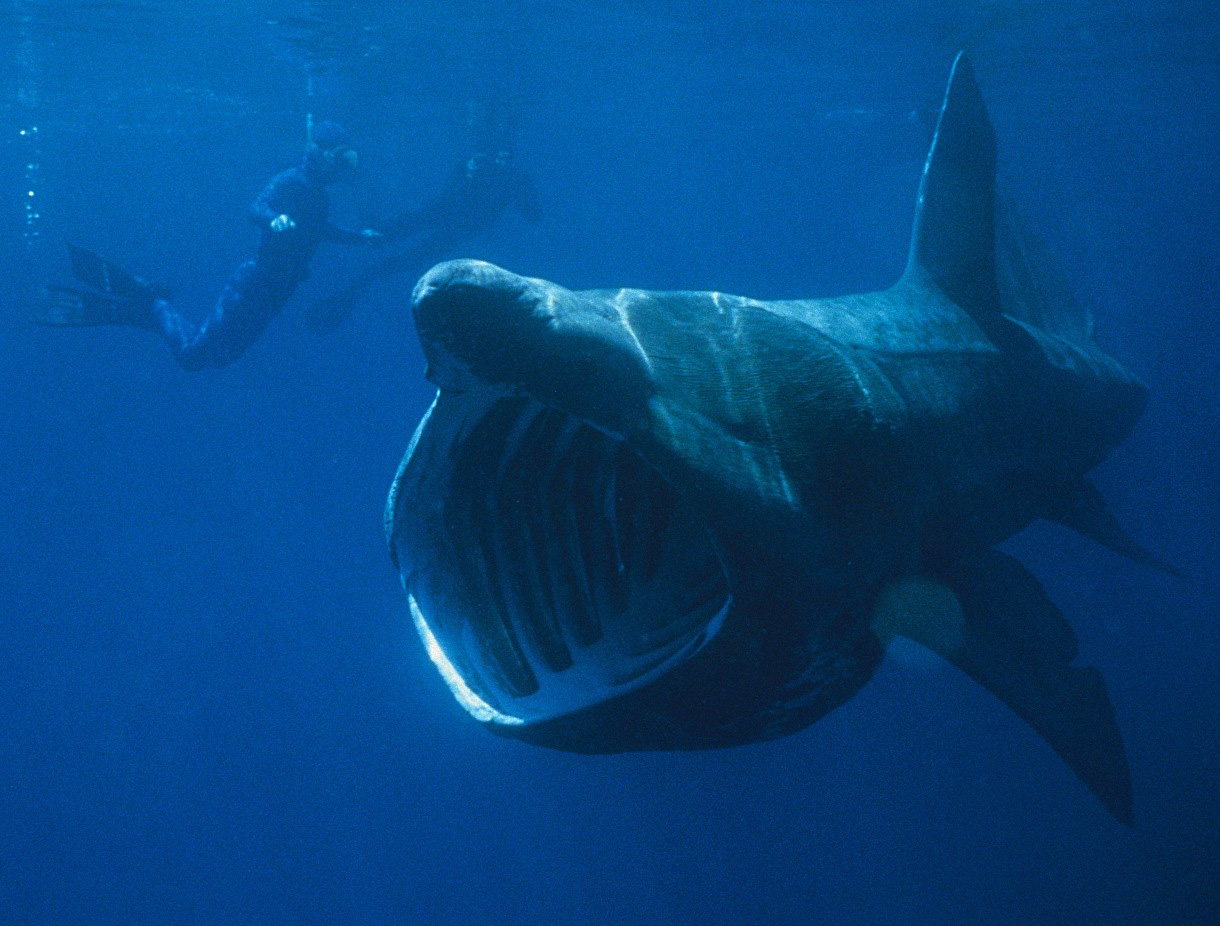
Exemplar com a boca aberta

A origem da primeira barbatana dorsal localiza-se um pouco à frente da metade do comprimento (caudal excluído). Forma um triângulo equilátero. A borda anterior é reta ou levemente convexa; a borda posterior é ligeiramente côncava, às vezes muito ligeiramente convexa. A parte superior é arredondada sem ser pontiaguda. A borda posterior é livre por cerca de um quarto de seu comprimento na base. O meio desta barbatana é aproximadamente equidistante entre a ponta do focinho e o centro deprimido da forquilha caudal. A segunda dorsal é muito menor; sua altura atingindo apenas cerca de um quarto da primeira. Localiza-se aproximadamente na origem do terço posterior do comprimento total. Seus três lados são sensivelmente iguais; o ápice é bem arredondado, a borda posterior côncava. O comprimento da aresta livre é igual ao comprimento da base desta aleta.
A barbatana caudal mede entre 20 e 25% do comprimento total. Em forma de meia-lua, seu lobo superior, muito mais desenvolvido que o inferior, é endireitado como em todos os lamnídeos (Lamnidae). A borda posterior, inclinada a 60° em relação à horizontal, é quase reta com entalhes subterminais bem marcados. O comprimento do lobo inferior da barbatana caudal é igual a 60-65% do lobo superior. A inclinação de sua borda posterior é de aproximadamente 70° em relação à horizontal.

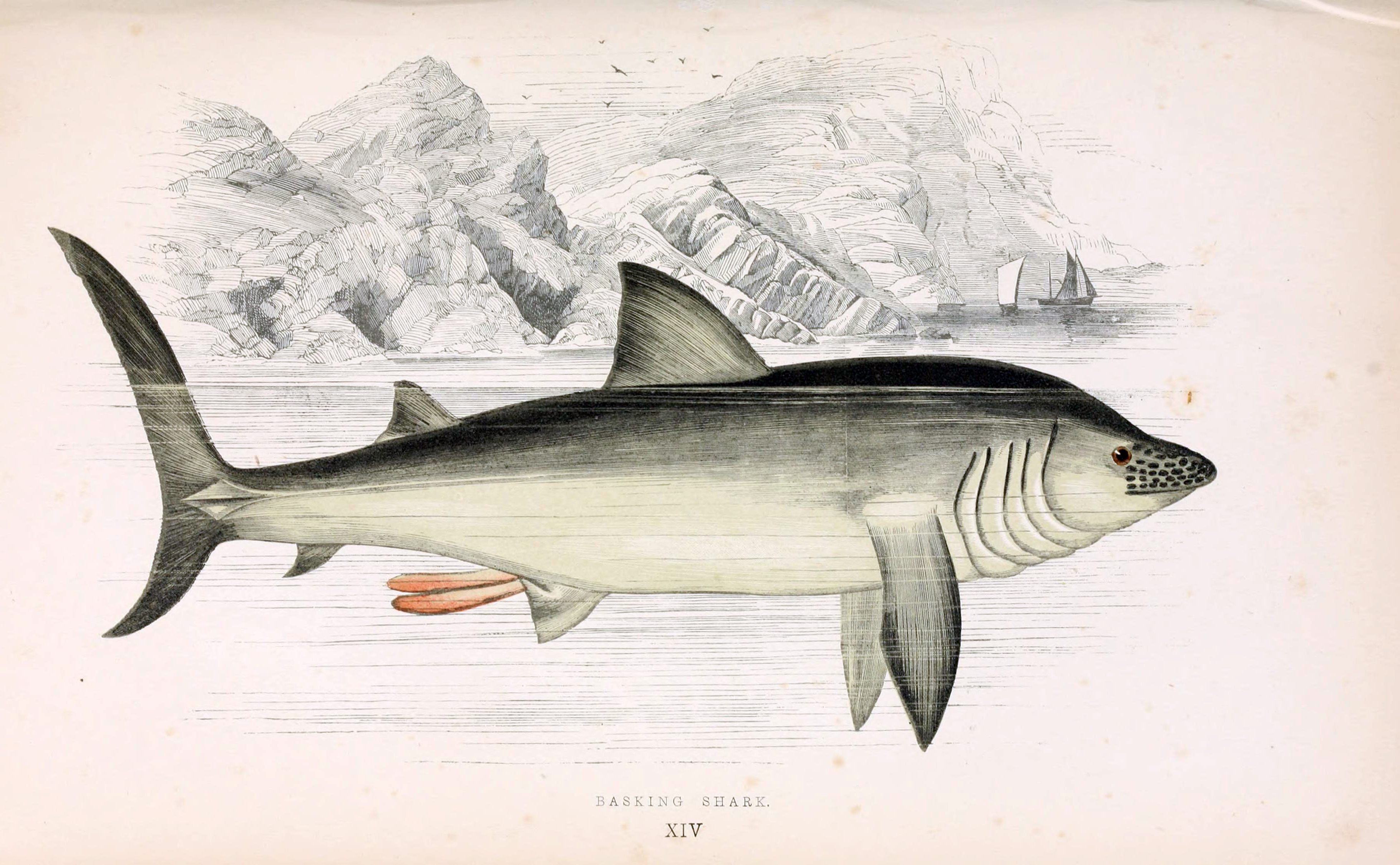
Gravura de Jonathan Couch; a coloração do tubarão-peregrino muda de azul-ardósia, na parte superior, para branco, na parte inferior

A barbatana anal é pequena, colocada ventralmente atrás da segunda dorsal e do mesmo tamanho que esta. A sua origem localiza-se na perpendicular resultante da extremidade posterior desta barbatana. As duas nadadeiras pélvicas, cuja origem está localizada a 2/3 da distância da ponta do focinho à origem da nadadeira caudal, também são triangulares equiláteras. Sua altura é igual a aproximadamente 2/3 da altura da primeira dorsal. Os peitorais são fortes. Originam-se imediatamente atrás da quinta fenda branquial e o comprimento de sua borda anterior, muito levemente convexa, é igual a um sétimo do comprimento total, ou seja, um quinto do comprimento da ponta do focinho na origem do caudal.

### Aparência
A parte superior do animal varia de enegrecida a marrom-acinzentada ou cinza-azulada. A cor desbota nos flancos e na barriga, que gradualmente se tornam brancas. A parte inferior é muitas vezes salpicada de manchas pálidas atrás da cabeça e ao nível do abdome. Os flancos podem ser cobertos por faixas e manchas claras. Casos de albinismo foram relatados. A pele é espessa, coberta por pequenos dentículos dérmicos córneos, dispostos em faixas ou placas com espaços nus entre eles. Esses dentículos são eretos com ápice curvo, crista mediana na face anterior e base alargada e plissada.

## Ecologia e comportamento

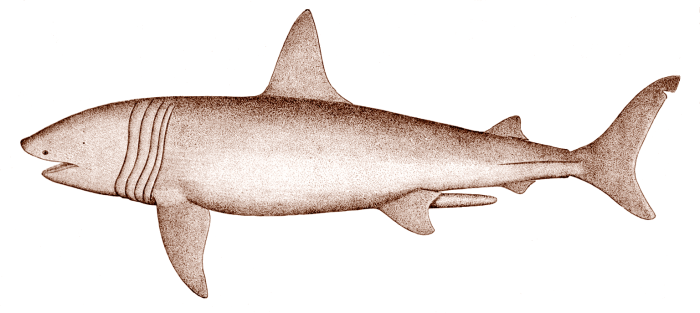
Gravura mostrando um espécime de tubarão-peregrino (macho)

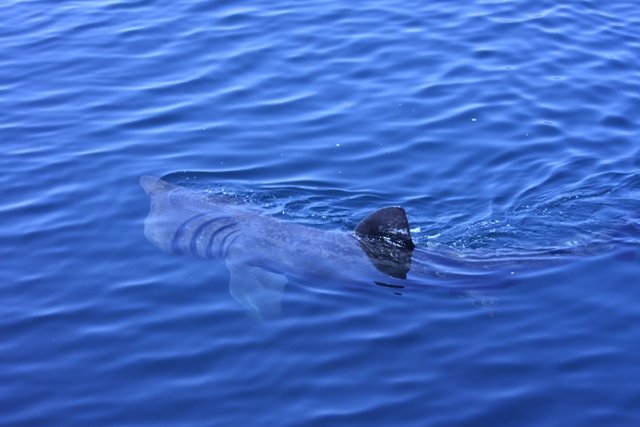
C. maximus a alimentar-se próximo da superfície na ilha Dursey, Irlanda

Os tubarões-peregrinos são tubarões lentos (alimentando-se a cerca de 2 nós (3,7 quilômetros por hora; 2,3 milhas por hora)) Embora seja grande e lento, pode abrir brechas na água, pulando totalmente para fora. Esse comportamento pode ser uma tentativa de desalojar parasitas ou comensais. Não hibernam e são ativos o ano todo. No inverno, geralmente se movem para profundidades mais profundas, até 900 metros (três mil pés), e foram rastreados fazendo movimentos verticais consistentes com a alimentação de zooplâncton durante o inverno.

### Alimentação
A alimentação do tubarão-peregrino é é passiva, com o animal ingerindo grandes quantidades de água ao se movimentar com a boca aberta. É um animal filtrador quase exclusivamente planctívoro (alimenta-se de zooplâncton), como mostra o exame do conteúdo estomacal de animais ativos na superfície do mar. Casualmente também se alimenta de invertebrados (como camarão) da zona afótica e peixes muito pequenos (como Mallotus villosus, cavalinha, Sardina pilchardus e arenque-comum). Na primavera e no verão, fica onde estão os leitos de plâncton em águas de 11 a 14°C. Calculou-se que um espécime de 5 metros de comprimento (16 pés) pode filtrar até 500 toneladas curtas (450 toneladas) de água por hora nadando a uma velocidade observada de 0,85 metros por segundo (3,1 km/h; 1,9 mph). A água ingerida sai pelas fendas branquiais e o alimento fica preso nos longos e finos rastros branquiais dispostos em cada arco branquial. Eles são então engolidos, enquanto a água filtrada e expelida sai pelas fendas branquiais regenerando o oxigênio do sangue.
Os tubarões-peregrinos não se alimentam indiscriminadamente de zooplâncton. Amostras coletadas na presença de indivíduos que se alimentam registraram densidades de zooplâncton 75% mais altas em comparação com áreas adjacentes sem alimentação. Os tubarões-peregrinos alimentam-se preferencialmente em manchas de zooplâncton dominadas por pequenos crustáceos planctônicos copépodes chamados calanoides (em média 1 700 indivíduos por metro cúbico de água). Os tubarões-peregrinos às vezes se reúnem em grupos de até 1 400 vistos ao longo do nordeste dos Estados Unidos. Amostras coletadas perto de tubarões que se alimentam continham 2,5 vezes mais indivíduos de Calanus helgolandicus por metro cúbico, que também foram 50% mais longos. Ao contrário do tubarão-boca-grande e do tubarão-baleia, o tubarão-peregrino depende apenas da água que empurra através de suas guelras nadando; o tubarão-boca-grande e o tubarão-baleia podem sugar ou bombear água através de suas guelras.

### Migração
A marcação por satélite do sistema Argos de 20 tubarões-peregrinos em 2003 confirmou que se movem milhares de quilômetros durante o verão e o inverno, buscando as manchas de zooplâncton mais ricas, muitas vezes ao longo das frentes oceânicas. Perdem e renovam seus rastros branquiais em um processo contínuo, em vez de em um curto período. Um estudo de 2009 marcou 25 tubarões na costa do cabo Cod, Massachussetes, e indicou que pelo menos alguns migram ao sul no inverno. Permanecendo em profundidades entre 200 e mil metros (660 e 3 280 pés) por muitas semanas, os tubarões marcados cruzaram o equador para chegar ao Brasil. Um indivíduo passou um mês perto da foz do rio Amazonas. Eles podem empreender essa jornada para ajudar na reprodução.
Em 23 de junho de 2015, um tubarão-peregrino de 6,1 metros de comprimento (20 pés), 3 500 (7 716 libras) foi capturado acidentalmente por um arrastão de pesca no estreito de Bass perto de Portland, Vitória, no sudeste da Austrália. Foi o primeiro exemplar capturado na região desde a década de 1930, e apenas o terceiro relatado na região em 160 anos. O tubarão inteiro foi doado ao Museu de Vitória para pesquisa, em vez de as barbatanas serem vendidas para uso na sopa de barbatana. No mar Mediterrâneo, suspeita-se que os tubarões-peregrinos frequentem sazonalmente as águas da bacia Lígure-Provençal, em frente ao Golfo do Leão. Esta área é a única biorregião de floração de plâncton não costeira no Mediterrâneo, e torna-se a área mais produtora de plâncton deste mar durante a primavera. O destaque dos movimentos desse setor em relação à alimentação foi feito a partir de um estudo estatístico das observações.

### Comportamento social
Os tubarões-peregrinos são geralmente solitários, mas durante os meses de verão, em particular, se agregam em áreas densas de zooplâncton, onde se envolvem em comportamento social. Podem formar cardumes segregados por sexo, geralmente em pequenos números (três ou quatro), mas supostamente até 100 indivíduos. Pequenos grupos na baía de Fundy e nas Hébridas foram vistas nadando em círculos; seu comportamento social nos meses de verão foi estudado e acredita-se que represente namoro.

### Relações interespecíficas

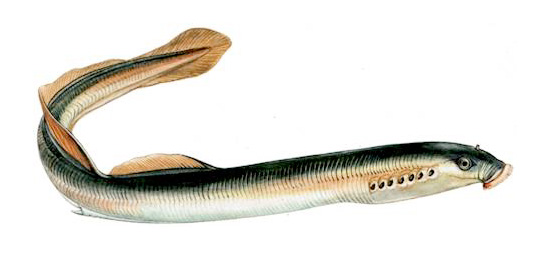
A lampreia-marinha (Petromyzon marinus)

Os tubarões-peregrinos adultos não têm predadores conhecidos, mas os jovens são provavelmente vulneráveis a grandes predadores marinhos, como a orca (Orcinus orca) ou o tubarão-branco (Carcharodon carcharias). Num caso excepcional, um exemplar de 2,5 metros foi descoberto no estômago de um cachalote (Physeter macrocephalus) dos Açores. Além dos copépodes ectoparasitas usuais de tubarões, os tubarões-peregrinos no Atlântico Norte costumam ter lampreias-marinhas (Petromyzon marinus) presas à pele. Embora as lampreias sejam aparentemente incapazes de perfurar a pele coberta de dentículos do tubarão, são "irritantes" o suficiente para induzir o comportamento de limpeza esfregando em uma superfície ou mesmo pulando para desalojá-las. De fato, observações e fotografias recentes indicam que os tubarões-peregrinos podem saltar total ou parcialmente para fora da água para destacar parasitas ou comensais, como lampreias ou rêmoras. Esses comportamentos são observados em tubarões sozinhos ou em grupos, o que parece evocar uma forma de comunicação intraespecífica, pois a energia despendida parece enorme para um resultado pouco convincente.

### Reprodução

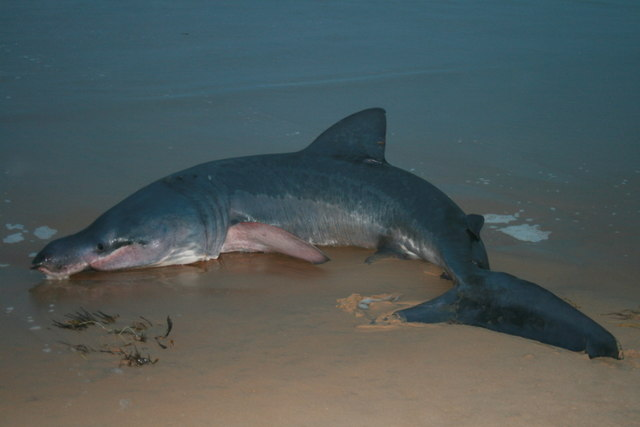
Exemplar juvenil encontrado encalhado na praia em Lossiemouth, Escócia

Os tubarões-peregrinos são ovovivíparos: os embriões em desenvolvimento dependem primeiro de um saco vitelino, sem conexão placentária. Seus dentes aparentemente inúteis podem desempenhar um papel antes do nascimento, ajudando-os a se alimentar dos óvulos não fertilizados da mãe (um comportamento conhecido como oofagia). É pensado que o período de gestação dura mais de um ano (talvez dois a três anos), com um número pequeno, embora desconhecido, de jovens nascidos totalmente desenvolvidos em 1,5-2 metros (4 pés 11 polegadas - 6 pés 7 polegadas). Uma fêmea capturada carregava 6 embriões. Junto do tubarão-cobra (Chlamydoselachus anguineus), tem a gestação mais longa entre os animais, e o período entre as ninhadas é de dois a quatro anos. Os filhotes devem nascer no inverno, pois raramente há vestígios deles em abril-maio. Análises do cortejo sexual e cicatrizes apontam que o acasalamento deve ocorrer na primavera: nesta época do ano, os tubarões-peregrinos podem ser observados nadando em pares ou trios, um atrás do outro, geralmente com uma fêmea na frente e os machos atrás. Notou-se que os focinhos dos machos perseguidores e seus clásperes estavam esfregados com sangue, enquanto a fêmea não apresentava sangue no focinho, mas apresentava uma abrasão da região cloacal.
O avistamento dos juvenis é difícil. É provável que permaneçam em águas profundas até que o animal atinja um tamanho de 2-3 metros. Os juvenis são reconhecíveis pela cabeça que é notavelmente diferente da do adulto: esticada, formando um focinho carnudo, grosso e pontudo, cuja extremidade às vezes é curvada em forma de gancho. Atingem a maturidade por volta dos 12 a 16 anos no caso dos machos; sua puberdade se manifesta externamente pelo desaparecimento gradual do tubo e pelo desenvolvimento dos clásperes já presentes em indivíduos de 3,50 a 4 metros e que chegam a 60 centímetros a 1 metro de comprimento em adultos. No caso das fêmeas, a maturidade é atingida por volta dos 16 aos 20 anos. As fêmeas maduras são maiores que os machos no mesmo estágio, como é o caso de muitas outras espécies de tubarões. A vida útil do tubarão-peregrino é provavelmente em torno de 50 anos.

## Conservação

Exemplar capturado no Pacífico em 1915

A maior ameaça atual para este tubarão é a pesca intensiva dos países asiáticos. No entanto, fora da Ásia, as atividades pesqueiras (quando um tubarão-peregrino fica preso em uma rede de arrasto, morre ou é morto pelo pescador) e colisões com barcos são os fatores que mais ameaçam as populações. De fato, devido ao seu crescimento lento, seu longo período de gestação e sua maturidade sexual tardia, é incapaz de absorver as perdas causadas durante o século XX e possui uma baixa diversidade genética. Em tempos considerados uma praga ao longo da costa canadiana do Pacífico, os tubarões-peregrinos foram alvo de um programa de erradicação promovido pelo governo entre 1945 e 1970. A partir de 2008, estão em curso esforços para determinar se os tubarões ainda vivem na área e monitorizar sua potencial recuperação.
Na Nova Zelândia, eram historicamente abundantes; no entanto, após as capturas acessórias em massa registradas nas décadas de 1990 e 2000, as confirmações da espécie tornaram-se muito escassas. Os planos de manejo foram declarados para promover a conservação efetiva. Em junho de 2018, o Departamento de Conservação classificou o tubarão-frade como "Ameaçado - Nacionalmente Vulnerável" sob o Sistema de Classificação de Ameaças da Nova Zelândia. A população do leste do Oceano Pacífico norte é uma das espécies de preocupação do Serviço Nacional de Pesca Marinha dos Estados Unidos, ou seja, é uma das espécies sobre as quais a Administração Nacional Oceânica e Atmosférica do governo tem algumas preocupações em relação à sua situação e às ameaças, mas para as quais informações insuficientes estão disponíveis para indicar uma necessidade para listar as espécies sob a Lei de Espécies Ameaçadas dos EUA (ESA). No Brasil, foi classificada em 2005 como vulnerável na Lista de Espécies da Fauna Ameaçadas do Espírito Santo; em 2010 como vulnerável no Livro Vermelho da Fauna Ameaçada no Estado do Paraná; em 2014 como criticamente em perigo na Portaria MMA N.º 444 de 17 de dezembro de 2014; e em 2018, como criticamente em perigo no Livro Vermelho da Fauna Brasileira Ameaçada de Extinção do Instituto Chico Mendes de Conservação da Biodiversidade (ICMBio). Na Lista Vermelha da União Internacional para a Conservação da Natureza (UICN / IUCN) é classificada como em perigo.

## Relações com o ser humano
Devido à sua dieta planctívora, os tubarões-peregrinos são inofensivos para os seres humanos. Seu comportamento não é agressivo e não atacam mergulhadores ou barcos. No entanto, devido ao seu tamanho, têm uma força tremenda e podem ferir um mergulhador em movimento de fuga ou defesa. Além disso, sua pele coberta de dentículos é abrasiva como uma lixa.

### A era da caça ao tubarão-peregrinos
Há muito que estes tubarões são alvo de pesca regular nas regiões onde surgem perto das costas (costas da Noruega, Escócia, Irlanda, Canadá, Massachussetes e Califórnia nos Estados Unidos). Por um lado, seu fígado (representando 15 a 20% do peso do animal) é rico em óleo; por outro lado, sua carne é comestível, sua pele bronzeada dá um couro grosso e resistente. No entanto, a sua escassez, a abundância nos mercados de óleo de outros peixes a preços baixos e o abastecimento mais fácil nas costas mais remotas, fez com que esta pesca fosse gradualmente abandonada. Na França, foi apenas durante a Segunda Guerra Mundial e algum tempo depois experimentou um renascimento da atividade com a escassez de substâncias gordurosas de origem animal e as dificuldades de abastecimento. Na altura, "foi frito, embora fosse aconselhável queimar as cebolas antes para tirar seu cheiro particular. Essas frituras eram boas e ninguém se incomodou".
Durante a ocupação alemã, a carne do tubarão-peregrino, que como tantos outros tubarões levava o nome genérico de "bezerro do mar", era pouco valorizada como alimento. No entanto, foi fatiada fresca e enviada aos mercados. Levava bem o sal e também era vendida e comida salgada e até levemente defumada. Ao mesmo tempo, “repetidamente, as fábricas de conservas de alimentos tentaram prepará-lo em latas herméticas com uma camada de molho de tomate. Os resultados não foram felizes, o produto não sendo de sabor agradável e sua consistência semelhante à da borracha, tornando-o inconsumível”. Os óleos de fígado têm cor semelhante aos óleos de amendoim. Infelizmente, como todos os óleos de peixe, têm odor que aumenta se deixado no ar. No entanto, "durante estes anos de restrições alimentares, a população de Bela Ilha (costa atlântica da França) utilizou o óleo de fígado peregrino para cozinhar e, em particular, para a preparação de batatas fritas. Nenhum acidente deve ser deplorado e ninguém parece ter ficado indisposto”. Ao mesmo tempo, ao contrário dos óleos de fígado de bacalhau, pescada, tamboril, etc., o de tubarão-peregrino tem apenas um teor de vitamina A muito baixo (de 0 a mil unidades por grama).

#### Métodos de pesca
Três cenários levaram os pescadores a trazerem os tubarões-peregrinos ao porto:
- um adulto enredado em redes destinadas à cavalinha ou arenque;
- um juvenil preso numa rede de arrasto;
- arpoando.

Ao pescar o próprio tubarão-peregrino, as pequenas embarcações precisavam chegar o mais próximo possível do animal em mar calmo, período em que o tubarão pode ser facilmente abordado. Na época, o arpão era lançado à mão com vários graus de sucesso. A localização do ponto de impacto é crucial. Se o golpe for no ombro, o animal é muito difícil de matar. O mais habilidoso visa o focinho para evitar que mergulhe. O ideal é atingir o corpo, próximo à barbatana dorsal, para lesar os intestinos, ou próximo à cauda, para ferir as vértebras dorsais. Na Irlanda, o animal era imobilizado pelo entalhe do pedúnculo caudal, que se rompe devido aos esforços desesperados do animal para se libertar21. Enfraquecido sob o efeito da hemorragia, o animal é então trazido de volta ao barco após 4 a 5 horas de esforço. Quando está perto do barco, é finalizado com um grande cutelo. Morto, é levado a reboque. Uma vez no porto, o é cortado em pedaços de 40 a 50 quilos, separados pelo fígado. Para além desta pesca arcaica e improdutiva, algumas pescarias desenvolveram métodos industriais de caça ao tubarão-peregrino.

### Importância econômica

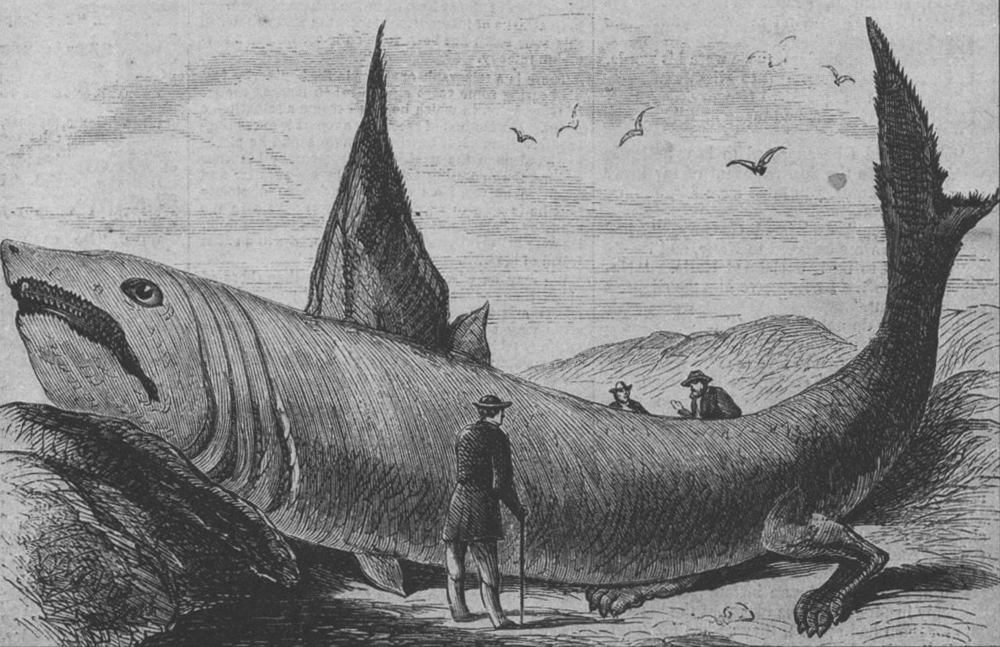
O estranho e "maravilhoso" peixe descrito no Harper's Weekly, edição de 24 de Outubro de 1868, era provavelmente um tubarão-peregrino

No passado, esse tubarão era caçado em todo o mundo principalmente por sua carne e pelo óleo de seu fígado. Hoje, a pesca praticamente cessou, exceto na China e no Japão. As barbatanas são vendidas como ingrediente à sopa de tubarão. No mercado asiático, as barbatanas frescas podem custar até mil dólares, enquanto as formas secas normalmente são vendidas por 700 dólares por quilo. O fígado é comercializado no Japão como afrodisíaco ou como alimento, e seu óleo é utilizado como excipiente e substância gordurosa para cosméticos. Na Europa, antigas regiões que praticavam sua pesca passaram a valorizá-la como patrimônio natural com o desenvolvimento do ecoturismo. No entanto, devido à sua raridade e fragilidade, não existem "safáris aquáticos" como os que podem ser organizados para observação de baleias. Assim, na ilha de Man no mar da Irlanda, a observação de tubarões é bem supervisionada para não prejudicá-los. Na Cornualha, aproveitando a regularidade das aparições do animal, a partir de junho, são feitos passeios de barco à "natureza".
Como consequência do rápido declínio das suas populações, o tubarão-peregrino foi incluído entre as espécies protegidas em diversas regiões oceânicas e o comércio de produtos derivados da sua captura foi restrito no Apêndice II da Convenção sobre o Comércio Internacional das Espécies Silvestres Ameaçadas de Extinção (CITES). A captura da espécie está interdita nos Açores, Reino Unido, Malta, Nova Zelândia, Flórida e águas norte-americanas do Golfo do México, e, desde 2008, está sujeita a restrições de captura e descarga nas águas da União Europeia. Desde Março de 2010 que está incluída no Anexo I da CMS Migratory Sharks Memorandum of Understanding.

## Criptozoologia
Durante a época de reprodução, pode-se observar alguns indivíduos, em fila única, nadando a uma velocidade de 4 a 5 nós, em intervalos de doze ou quinze metros. Como de costume, esses tubarões balançam sua barbatana dorsal levantada frouxamente na superfície da água, o lobo externo da cauda emergindo levemente e ondulando da mesma maneira. Esta visão, somada ao imaginário dos pescadores, deu origem a vários relatos de cobras marinhas. Da mesma forma, à medida que se decompõe, o cadáver do tubarão-peregrino assume uma forma incomum. Essas carcaças foram usadas em várias ocasiões (o monstro de Stronsay, a carcaça de Zuiyo-maru) por criptozoólogos como prova da existência de plessiossauros ainda vivos. Com efeito, sob a ação das ondas ou rasgado pela ondulação nas rochas, o cadáver perde os seus elementos mais frágeis, nomeadamente a mandíbula, os arcos branquiais, a maior parte do esqueleto da cabeça, ficando apenas a coluna vertebral, a caixa craniana, nadadeiras peitorais e ventrais com cinturas torácica e pélvica.